# Sminthopsis leucopus
Sminthopsis leucopus é uma espécie de marsupial da família Dasyuridae.
- Nome Popular: Dunnart-das-patas-brancas

- Nome Científico: Sminthopsis leucopus (Gray, 1842)

- Sinônimos do nome científico da espécie: Antechinus leucogenys, Phascolomis mitchelli, Podabrus mitchelli;

## Características
É um Dunnart grande com focinho pontiagudo. A parte superior é marrom cinzento. A cauda fina é ligeiramente mais curta que o corpo. As patas são brancas. O corpo mede 7– 11 cm e a cauda de 7–9 cm, pesando de 19-27 gramas.

## Hábitos alimentares
Alimenta-se de insetos, artrópodes, anfíbios e pequenos répteis;

## Habitat
Vivem em regiões de florestas altas e matas fechadas;

## Distribuição Geográfica
Sul e Sudeste de Victoria, Tasmânia, Nova Gales do Sul e Queensland;

## Subespécies
- Subespécie: Sminthopsis leucopus ferruginifrons? (Gould, 1854)

Sinônimo do nome científico da subespécie: Antechinus ferruginifrons;
Nota: Considerado sinônimo de Sminthopsis leucopus por alguns autores;
Local: Nova Gales do Sul;
- Subespécie: Sminthopsis leucopus leucogenys? (Higgins e Petterd, 1883)

Sinônimo do nome científico da subespécie: Antechinus leucogenys;
Nota: Considerado sinônimo de Sminthopsis leucopus por alguns autores;
Local: Ringarooma, Tasmânia;
- Subespécie: Sminthopsis leucopus leucopus (Gray, 1842)

Local: Tasmânia;
- Subespécie: Sminthopsis leucopus mitchelli? (Krefft, 1867)

Sinônimo do nome científico da subespécie: Podabrus mitchelli;
Nota: Considerado sinônimo de Sminthopsis leucopus por alguns autores;
Local: Interior de Nova Gales do Sul;